# Lampertsbach (Sehma)
Der Lampertsbach ist ein rechter Nebenfluss der Sehma im sächsischen Erzgebirge. Er wird durch die Talsperre Cranzahl aufgestaut, die Trinkwasser für den Raum Annaberg-Buchholz bereitstellt.

## Verlauf

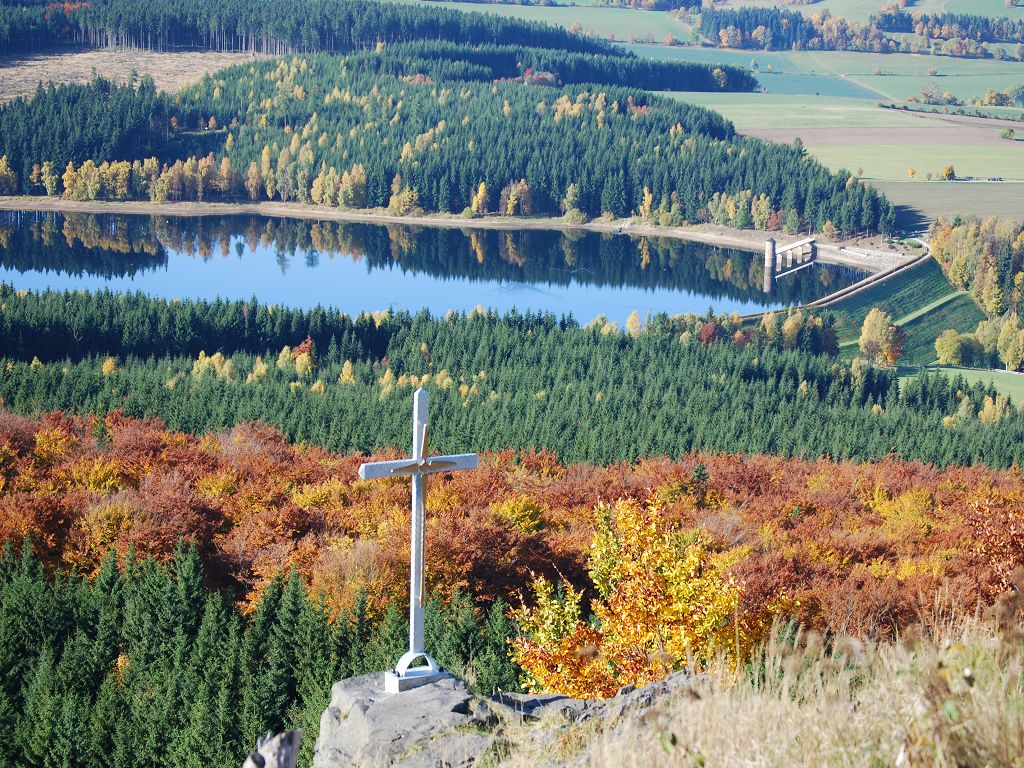
Talsperre Cranzahl vom Bärenstein aus gesehen

Der natürliche Ursprung des Bachs liegt nördlich von Kretscham-Rothensehma auf etwa 805 m ü. NHN. Nur wenige Meter hiervon entfernt liegt auch der Ursprung der Roten Sehma, ebenfalls Nebenfluss der Sehma. Während die Rote Sehma nach Westen abfließt und am oberen Ortsende von Neudorf einmündet, entwässert der Lampertsbach das nordöstliche Gebiet und mündet erst etwa 6 km flussabwärts ein.
Der Lampertsbach hatte ein natürliches Einzugsgebiet von nur etwa 5,9 km² und bei der Talsperre sogar nur 4,5 km². Deshalb wurde schon beim Bau der Talsperre Cranzahl zwischen 1949 und 1952 geplant, das Einzugsgebiets künstlich zu vergrößern. Der Ausbau erfolgte zwischen 1976 und 1982: mit dem 7,4 km langen Hanggraben wurde das Einzugsgebiet noch einmal um 5,3 km² vergrößert. Dieser Graben fließt auf etwa 835 m von der Sehma ab und verläuft schlingenförmig am Nordabhang des Fichtelbergmassivs. Hierbei nimmt er von rechts einige kleinere Bäche auf. Nahe der natürlichen Quelle des Lampertsbaches fließt er diesem zu.
Unmittelbar am Anfang des Stausees nimmt der Bach von rechts den Moritzbach auf. Im etwa 700 m langen Stausee befindet sich noch eine zweite Beileitung, mit der Grubenwasser von der Grube Unverhofft Glück bei Bärenstein über etwa eine etwa 2,5 km lange Rohrleitung herangeführt wird. Diese wurde zwischen 1988 und 1989 erbaut. Inmitten der Ortslage von Cranzahl mündet der Lampertsbach in die Sehma.
Das Gebiet des Stausees liegt im Landschaftsschutzgebiet Bärenstein.